# Piccolo brabantino
Il piccolo brabantino (in francese petit brabançon) è un cane da compagnia di piccola taglia.